# Phyllachora macroloculata
Phyllachora macroloculata är en svampart som beskrevs av Chardón 1940. Phyllachora macroloculata ingår i släktet Phyllachora och familjen Phyllachoraceae.   Inga underarter finns listade i Catalogue of Life.